# Golden Raspberry Awards 1981
De Golden Raspberry Awards 1981 was het tweede evenement rondom de uitreiking van de Golden Raspberry Awards. De uitreiking werd gehouden op 29 maart 1982 op een Oscar night-feest voor de slechtste prestaties binnen de filmindustrie van 1981.

## Genomineerden en winnaars
| "Winnaar"* |

| Categorie | Nominaties |
| --- | ---------- |
| Slechtste film |            |
| Mommie Dearest (Paramount), geproduceerd door Frank Yablans                                                                                    |            |
| Endless Love (Universal/PolyGram), geproduceerd door Dyson Lovell                                                                              |            |
| Heaven's Gate (United Artists), geproduceerd door Joann Carelli                                                                                |            |
| Tarzan, the Ape Man (MGM/United Artists), geproduceerd door Bo Derek                                                                           |            |
| The Legend of the Lone Ranger (Universal/A.F.D.), geproduceerd door Walter Coblenz                                                             |            |
| Slechtste acteur |            |
| Klinton Spilsbury in The Legend of the Lone Ranger                                                                                             |            |
| Bruce Dern in Tattoo |            |
| Gary Coleman in On the Right Track |            |
| Kris Kristofferson in Heaven's Gate and Rollover                                                                                               |            |
| Richard Harris in Tarzan, the Ape Man |            |
| Slechtste actrice |            |
| Bo Derek in Tarzan, the Ape Man |            |
| Faye Dunaway in Mommie Dearest |            |
| Brooke Shields in Endless Love |            |
| Barbra Streisand in All Night Long |            |
| Linda Blair in Hell Night |            |
| Slechtste mannelijke bijrol |            |
| Steve Forrest in Mommie Dearest |            |
| Billy Barty in Under the Rainbow |            |
| Danny DeVito in Going Ape! |            |
| Ernest Borgnine in Deadly Blessing |            |
| James Coco in Only When I Laugh (kreeg een Academy Award-nominatie voor dezelfde rol)                                                          |            |
| Slechtste vrouwelijke bijrol |            |
| Diana Scarwid in Mommie Dearest |            |
| Farrah Fawcett in The Cannonball Run |            |
| Mara Hobel in Mommie Dearest |            |
| Rutanya Alda in Mommie Dearest |            |
| Shirley Knight in Endless Love |            |
| Slechtste regisseur |            |
| Michael Cimino voor Heaven's Gate |            |
| Blake Edwards voor S.O.B. |            |
| Franco Zeffirelli voor Endless Love |            |
| Frank Perry voor Mommie Dearest |            |
| John Derek voor Tarzan, the Ape Man |            |
| Slechtste scenario |            |
| Mommie Dearest, geschreven door Frank Yablans & Frank Perry en Tracy Hotchner en Robert Getchell, gebaseerd op het boek van Christina Crawford |            |
| Endless Love, geschreven door Judith Rascoe, gebaseerd op de roman van Scott Spencer                                                           |            |
| Heaven's Gate, geschreven door Michael Cimino                                                                                                  |            |
| S.O.B., geschreven door Blake Edwards |            |
| Tarzan, the Ape Man, geschreven door Tom Rowe en Gary Goddard, gebaseerd op de personages bedacht door Edgar Rice Burroughs                    |            |
| Slechtste nieuwe ster |            |
| Klinton Spilsbury in The Legend of the Lone Ranger                                                                                             |            |
| Gary Coleman in On the Right Track |            |
| Mara Hobel in Mommie Dearest |            |
| Martin Hewitt in Endless Love |            |
| Miles O'Keeffe in Tarzan, the Ape Man |            |
| Slechtste originele lied |            |
| "Baby Talk" uit Paternity, muziek door David Shire, tekst door David Frishberg                                                                 |            |
| "Hearts, Not Diamonds" uit The Fan, muziek door Marvin Hamlisch, tekst door Tim Rice                                                           |            |
| "Only When I Laugh" uit Only When I Laugh, muziek door David Shire, tekst door Richard Maltby                                                  |            |
| "The Man in the Mask" uit The Legend of the Lone Ranger, muziek door John Barry, tekst door Dean Pitchford                                     |            |
| "You, You're Crazy" uit Honky Tonk Freeway, gecomponeerd door Frank Musker en Dominic Bugatti                                                  |            |
| Slechtste muziek |            |
| The Legend of the Lone Ranger, muziek door John Barry                                                                                          |            |
| Heaven's Gate, muziek door David Mansfield |            |
| Thief, muziek door Tangerine Dream |            |
| Under the Rainbow, muziek door Joe Renzetti |            |
| Zorro, the Gay Blade, muziek door Ian Fraser                                                                                                   |            |